# 二階堂行藤
二階堂 行藤（にかいどう ゆきふじ）は、鎌倉時代中期の武士。鎌倉幕府政所執事。

## 略歴
正嘉元年（1246年）二階堂行有の子として誕生。
弘安5年（1282年）引付衆となり、11月使宣旨・左衛門尉を受ける。正応元年（1288年）出羽守となり、永仁元年（1293年）10月罷免された二階堂行貞に代わって政所執事となる。永仁2年（1294年）2月、東使として京へ上る。
永仁6年（1298年）越訴奉行、 正安元年（1299年）引付頭人と北条得宗が権力を握る中、昇進を重ねる。正安3年（1301年）東使として上京し、持明院統の後伏見天皇に譲位を奏上した。結果、幕府の圧力を受けた天皇は大覚寺統の後二条天皇に譲位した。
正安4年（1302年）8月22日死去。享年57。死後、政所執事には二階堂行貞が復帰した。